# Buthus turkana
Espèce
Buthus turkana est une espèce de scorpions de la famille des Buthidae.

## Distribution
Cette espèce est endémique du comté de Turkana au Kenya. Elle se rencontre vers Lokitaung vers 420 m d'altitude.

## Description
Le mâle subadulte holotype mesure 32,5 mm.

## Systématique et taxinomie
Cette espèce a été décrite par Ythier et Lourenço en 2022.

## Étymologie
Son nom d'espèce lui a été donné en référence au lieu de sa découverte, le lac Turkana.

## Publication originale
- Ythier & Lourenço, 2022 : « First record of the genus Buthus Leach, 1815 from Kenya (Scorpiones: Buthidae) and description of a new species. » Serket, vol. 19, no 1, p. 1-6.